# Maximilian Wöber
Maximilian Wöber (Wenen, 4 februari 1998) is een Oostenrijks voetballer die als centrale verdediger, linksback en defensieve middenvelder uit de voeten kan. Hij verruilde Red Bull Salzburg in de winter van 2023 voor Leeds United FC. Wöber debuteerde in 2017 in het Oostenrijks voetbalelftal.

## Clubcarrière

### Rapid Wien
Wöber speelde in de jeugd van SZ Marswiese en Wiener Sportklub voor hij werd opgenomen in de opleiding van Rapid Wien. Daarvoor debuteerde hij op 25 februari 2016 in het eerste elftal, tijdens een met 0–4 verloren wedstrijd in de Europa League thuis tegen Valencia CF. Wöbers debuut in de Bundesliga volgde op 6 november 2016. Die dag verloor hij met Rapid Wien thuis met 0–1 van Wolfsberger AC.

### Ajax
Wöber tekende in augustus 2017 een contract tot medio 2021 bij Ajax. Dat betaalde circa €7.500.000,- voor hem aan Rapid Wien.

### Sevilla
Op 11 januari 2019 verliet Wöber Ajax voor Sevilla FC, nadat hij bezig was aan zijn tweede seizoen voor de Amsterdammers. Tot eind juni 2019 zal dit zijn op huurbasis, om vervolgens definitief in dienst te zijn van de Spaanse club. Sevilla FC betaalt circa €10.500.000,- wat met bonussen nog kon oplopen tot €11.000.000,-.

### Leeds United
Op 3 januari 2023 werd de Oostenrijker verkocht aan Leeds United. De Engelse club zou zo'n €12.000.000,- hebben neergelegd voor Wöber. Bij deze club werd hij herenigd met Rasmus Kristensen, waar hij eerder mee speelde bij Red Bull Salzburg en Ajax.

## Clubstatistieken

### Beloften
| Seizoen         | Club            | Competitie      | Competitie | Competitie |
| Seizoen         | Club            | Competitie      | Wed.       | Dlp.       |
| --------------- | --------------- | --------------- | ---------- | ---------- |
| 2015/16         | Rapid Wien II   | Regionalliga    | 20         | 1          |
| 2016/17         | Rapid Wien II   | Regionalliga    | 8          | 2          |
| 2017/18         | Jong Ajax       | Eerste divisie  | 1          | 0          |
| Beloften totaal | Beloften totaal | Beloften totaal | 29         | 3          |

### Senioren
| Seizoen         | Club                       | Competitie       | Competitie | Competitie | Beker | Beker | Internationaal | Internationaal | Totaal | Totaal |
| Seizoen         | Club                       | Competitie       | Wed.       | Dlp.       | Wed.  | Dlp.  | Wed.           | Dlp.           | Wed.   | Dlp.   |
| --------------- | -------------------------- | ---------------- | ---------- | ---------- | ----- | ----- | -------------- | -------------- | ------ | ------ |
| 2015/16         | Rapid Wien                 | Bundesliga       | 0          | 0          | 0     | 0     | 1              | 0              | 1      | 0      |
| 2016/17         | Rapid Wien                 | Bundesliga       | 11         | 0          | 4     | 1     | 2              | 0              | 17     | 1      |
| 2017/18         | Rapid Wien                 | Bundesliga       | 5          | 1          | 1     | 0     | –              | –              | 6      | 1      |
| 2017/18         | Ajax                       | Eredivisie       | 22         | 1          | 1     | 0     | –              | –              | 23     | 1      |
| 2018/19         | Ajax                       | Eredivisie       | 8          | 0          | 2     | 0     | 6              | 0              | 16     | 0      |
| 2018/19         | → Sevilla                  | Primera División | 7          | 0          | 0     | 0     | 1              | 0              | 8      | 0      |
| 2019/20         | Red Bull Salzburg          | Bundesliga       | 24         | 0          | 3     | 0     | 7              | 0              | 34     | 0      |
| 2020/21         | Red Bull Salzburg          | Bundesliga       | 20         | 0          | 5     | 1     | 9              | 0              | 34     | 1      |
| 2021/22         | Red Bull Salzburg          | Bundesliga       | 22         | 4          | 5     | 1     | 9              | 1              | 36     | 6      |
| 2022/23         | Red Bull Salzburg          | Bundesliga       | 15         | 1          | 3     | 1     | 3              | 0              | 21     | 2      |
| 2022/23         | Leeds United               | Premier League   | 16         | 0          | 3     | 0     | –              | –              | 19     | 0      |
| 2023/24         | → Borussia Mönchengladbach | Bundesliga       | 25         | 2          | 2     | 0     | –              | –              | 27     | 2      |
| Seniorentotaal  | Seniorentotaal             | Seniorentotaal   | 175        | 9          | 29    | 4     | 38             | 1              | 242    | 14     |
| Carrière totaal | Carrière totaal            | Carrière totaal  | 204        | 12         | 29    | 4     | 38             | 1              | 271    | 17     |

Bijgewerkt tot en met het seizoen 2023/24

## Interlandcarrière
Wöber maakte deel uit van Oostenrijk –15, –16, –17, –18 en –19. Hij debuteerde op 6 oktober 2017 in het Oostenrijks voetbalelftal. Hij was die dag basisspeler tijdens een met 3–2 gewonnen kwalificatiewedstrijd voor het WK 2018, thuis tegen Servië. Wöber werd op 7 juni 2024 door bondscoach Ralf Rangnick opgenomen in de Oostenrijkse selectie voor het EK 2024 in Duitsland. Oostenrijk werd groepswinnaar in een groep met Frankrijk, Nederland en Polen en werd in de achtste finales uitgeschakeld met een 1–2 nederlaag tegen Turkije. Wöber kwam op het toernooi enkel tegen Polen niet in actie.
| Interlands van Maximilian Wöber voor Oostenrijk | Interlands van Maximilian Wöber voor Oostenrijk | Interlands van Maximilian Wöber voor Oostenrijk | Interlands van Maximilian Wöber voor Oostenrijk | Interlands van Maximilian Wöber voor Oostenrijk | Interlands van Maximilian Wöber voor Oostenrijk |
| №                                               | Datum                                           | Wedstrijd                                       | Uitslag                                         | Soort Wedstrijd                                 | Doelpunten                                      |
| Als speler bij Ajax                             | Als speler bij Ajax                             | Als speler bij Ajax                             | Als speler bij Ajax                             | Als speler bij Ajax                             | Als speler bij Ajax                             |
| ----------------------------------------------- | ----------------------------------------------- | ----------------------------------------------- | ----------------------------------------------- | ----------------------------------------------- | ----------------------------------------------- |
| 1.                                              | 6 oktober 2017                                  | Oostenrijk – Servië                             | 3 – 2                                           | Kwalificatie WK 2018                            |                                                 |
| 2.                                              | 9 oktober 2017                                  | Moldavië – Oostenrijk                           | 0 – 1                                           | Kwalificatie WK 2018                            |                                                 |
| 3.                                              | 23 maart 2018                                   | Oostenrijk – Slovenië                           | 3 – 0                                           | Vriendschappelijk                               |                                                 |

Bijgewerkt tot en met 23 maart 2018